# Pseudoxytenanthera ritcheyi
Pseudoxytenanthera ritcheyi là một loài thực vật có hoa trong họ Hòa thảo. Loài này được (Munro) H.B.Naithani miêu tả khoa học đầu tiên năm 1990.